# Henry Taube
Henry Taube (1915-2005) là nhà hóa học người Mỹ. Ông là chủ nhân của Giải Nobel Hóa học năm 1983 nhờ công trình giải thích phản ứng hóa học trong mọi vật, từ quang hợp ở thực vật cho tới pin và các tế bào nhiên liệu.

## Tiểu sử
Henry Taube sinh ra ở Neudorf, Saskatchewan, vào ngày 30 tháng 11 năm 1915. Cha mẹ ông là những nông dân người Đức, họ trốn thoát khỏi Ukraina vào năm 1911 để đến Canada. Họ định cư ban đầu ở Winnipeg, Manitoba, nơi cha ông làm lao động phổ thông. Bốn năm sau, họ chuyển đến Neudorf, nơi cha ông làm nghề nông. Henry nhớ rằng gia đình đã sống trong một túp lều cho thuê khi ông mới sinh ra. Cuối cùng, gia đình đã có thể thuê một trang trại gần Grenfell, Saskatchewan, nơi Henry đã trải qua thời thơ ấu của mình. 
Ngôn ngữ đầu tiên mà Henry được học là tiếng Đức, và ông được giáo dục lần đầu tiên tại một ngôi trường một phòng. Vào năm 13 tuổi, Henry được gửi đến trường Cao đẳng Luther ở Regina để học trung học. Ban đầu ông muốn trở thành một bộ trưởng, nhưng sau khi học được những lời dạy của Darwin khi 15 tuổi, ông nhận thấy rằng mình phải thay đổi. Ông thực sự quan tâm đến văn học Anh, nhưng thật không may, ông đã mất sự hỗ trợ tài chính từ gia đình trong năm thứ hai ở Đại học Luther vì sự sụp đổ của thị trường chứng khoán năm 1929. Tuy nhiên, ông vẫn có thể ở lại Luther, vì giáo viên hóa học của ông đã thuyết phục nhà trường bổ nhiệm ông làm người trợ giúp trong phòng thí nghiệm. 
Taube được đào tạo tại trường đại học Saskatchewan (lấy được bằng cử nhân khoa học tự nhiên vào năm 1935 và thạc sĩ khoa học tự nhiên vào năm 1937) và đồng thời học tại Đại học California tại Berkeley (nhận bằng tiến sĩ năm 1940). Sau đó ông giảng dạy tại trường Đại học Cornell từ năm 1941 đến năm 1946 và Đại học Chicago (1946 - 1961) trước khi làm giảng viên của trường Đại học Stanford vào năm 1962. Ông được phong là giáo sư danh dự vào năm 1986 và năm 1942, ông trở thành công dân Hoa Kỳ.

## Sự nghiệp
Ngoài công việc đại học của mình, ông còn là cố vấn tại Phòng thí nghiệm Quốc gia Los Alamos và Catalytica Associates Inc., ở Mountain View, California. 

### Phản ứng oxi hóa-khử
Taube dành cả cuộc đời mình để nghiên cứu về phản ứng Oxy hóa khử, trong đó các Electron được chuyển giao trong phản ứng hóa học. Collman giải thích: “Các phản ứng oxy hóa khử xảy ra trong các Quá trình sinh học, chẳng hạn như hô hấp, cũng như trong các quá trình Bào thai. "Henry đã phát triển chi tiết về cách các phản ứng này xảy ra, và trong quá trình đó, ông đã tìm ra một phát minh mới liên quan đến các Kim loại chuyển tiếp, chẳng hạn như Rutheni. Ông ấy thực sự là bậc thầy về phản ứng oxy hóa khử." 

## Danh hiệu và giải thưởng

### Giải thưởng Nobel Hóa học
Giải Nobel Hóa học 1983 được trao cho Henry Taube vì công trình nghiên cứu cơ chế của các phản ứng chuyển Electron, đặc biệt là trong các phức chất kim loại.

### Giải thưởng và danh hiệu khác[8]
- Huân chương Chandler, Đại học Columbia, 1964
- Giải thưởng John Gamble Kirkwood, ACS, năm 1966
- Giải thưởng ACS cho Dịch vụ Xuất sắc trong Sự Tiến bộ của Hóa học Vô cơ, năm 1967
- Huy chương Nichols, ACS, 1971
- Huy chương Willard Gibbs, ACS, 1971
- Huân chương Khoa học Quốc gia, 1977
- Giải thưởng Viện Hàn lâm Khoa học Quốc gia về Khoa học Hóa học, 1983